# 아스타로트

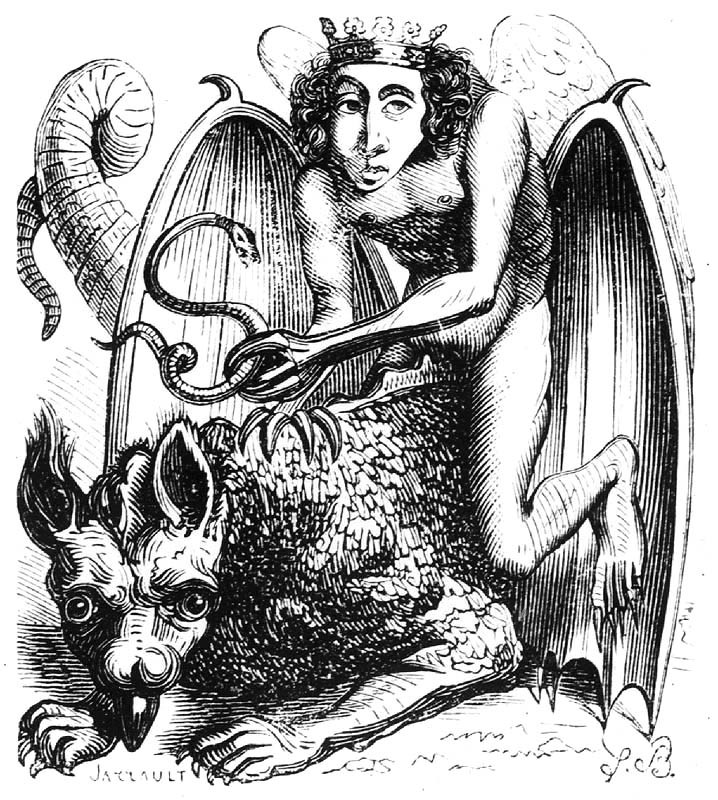

아스타로트(Astaroth)는 악마학에서 지옥의 제후로 등장하는 고위급 악마 가운데 하나이다.

## 배경
악마 가운데 희귀하게도 여신을 기원으로 하고 있다. 바빌로니아의 풍요와 성애, 금성, 전투 등을 관장하는 여신 이슈타르가 그 원형이다.
이슈타르는 평소에는 자비가 많고 은혜를 많이 내리는 여신이었지만, 변덕이 심해 그 사랑은 오래가지 않았다. 사랑이 식어버리면 예전의 연인을 불구로 만들거나 죽이거나 동물로 바꾸는 등 그 소행이 지나친 데가 있었다. 또한, 그녀는 창녀들의 수호신이기도 했다. 그리고 일단 싸움이 일어나면 스스로 무기를 잡고 남자들 뺨칠 정도로 활동하여 적의 피를 흠뻑 대지에 스며들게 했다.
이 시점에도 이미 악마적 요소가 갖춰져 있었는데, 이것이 가나안(팔레스타인)에 전해져 고대 페니키아의 도시 비블로스 (Bybros)의 수호여신 아스타르테가 되자 성경에 마신으로 등장하게 되었다. 아스타르테는 머리에 초승달 형태의 뿔이 달린 아름다운 여신이다. 때로는 수소의 머리를 한 여성으로 표현되는 일도 있었다. 그녀는 바알의 배우자로 천후(天后)라고도 불렸으며, 이 신을 모시는 의식은 모두 여성이 했다. 예레미야서 제44장 16~19절에 따르면 그녀를 향한 제물은 향과 술과 빵이며, 피비린내나는 요소가 전혀 없다. 그리고 실낙원 제1권 420 이하에 따르면 그녀의 무녀들은 달밤에 기도와 노래를 바쳤다고 한다. 그녀는 지모신 가운데 하나인데, 왕권을 계승하는 자는 먼저 “나는 아스타르테를 섬기는 성직자이다.”라고 선언해야 할 정도로 그 영향력이 컸다고 한다.
페니키아에서 아스타르테는 세계의 진정한 통치자이며, 옛 세계를 파괴하고 새로운 세계를 창조하는 죽음과 재생의 의식을 되풀이하는 여신으로서 숭배받았다. 그러므로 왕은 그녀를 섬긴다고 선언함으로써 그녀의 사제가 되어 나라를 세우고 질서를 유지하는 권리를 얻을 수 있었다. 아스타르테는 죽은 이의 영혼도 관리했다. 죽은 이는 저승에서 살며 빛나는 옷을 몸에 걸친다는 점에서 별과 동일시되었다. 밤하늘을 바라보면 별들, 즉 죽은 자의 영혼은 달 주위에 흩어져 있다. 그래서 달은 아스타르테 그 자체라고 여겨졌다.
아스타르테 신앙은 이윽고 지중해를 건너 고대 그리스에 도달하였다. 그곳에서 그녀는 아프로디테로 불리게 되었고 고대 이집트에서는 아슈타르트라고 불리며 사자의 얼굴을 한 싸움의 여신이 되었다.
이렇게까지 숭배받았던 여신 아스타르테는 기독교의 전파 이후 이름이 바뀌면서 악마로 그 신분이 떨어졌다. 아스타로트는 원래 좌천사였으며 ‘좌천사의 공자’, ‘지옥의 대공’, ‘공포의 귀족’이라고 불렸다. 입술이 피로 물들었고 온몸에 시커먼 옷을 입은 검은 천사의 모습을 하고 있으며, 오른손에는 독사를 쥐었고 지옥의 용 또는 뱀 위에 올라타고 있다. 그의 숨결에서는 악취가 나고 독소까지 포함되어 있다. 과거와 미래를 꿰뚫어보는 능력이 있고, 마치 자신은 타락하지 않았다는 얼굴로 타락천사들이 하늘에서 떨어졌을 때의 일을 이야기한다. 항상 안락하게 지내며 안일을 탐하고 사람들을 나태함으로 이끌어간다. 또한, 나쁜 일을 좋아하고 입가에 웃음을 띠면서 사람들이 괴로워하는 모습을 보며 즐긴다. 솔로몬 왕에게 봉인을 당한 72기둥의 마신 가운데 하나다.

## 같이 보기
- 아스타르테 / 이슈타르